# Mesochorus jenensis
Mesochorus jenensis är en stekelart som beskrevs av Schwenke 2002. Mesochorus jenensis ingår i släktet Mesochorus och familjen brokparasitsteklar. Inga underarter finns listade i Catalogue of Life.